# Cobalt(III)-nitrat
Cobalt(III)-nitrat ist eine anorganische chemische Verbindung des Cobalts aus der Gruppe der Nitrate.

## Gewinnung und Darstellung
Cobalt(III)-nitrat kann durch Umsetzung von Cobalt(III)-fluorid mit Distickstoffpentoxid bei −70 °C gewonnen werden.

## Eigenschaften
Cobalt(III)-nitrat ist ein grüner hygroskopischer Feststoff, der mit Wasser unter Sauerstoff-Entwicklung reagiert. Eine heftige Reaktion erfolgt mit einer Reihe organischer Lösungsmittel. Mit relativ geringer Zersetzung ist es in Tetrachlorkohlenstoff löslich.